# Microcrambus strabelos
Microcrambus strabelos là một loài bướm đêm trong họ Crambidae.